# Izmajlovskijregementet
Izmajlovskijregementet (eg, Livgardets Izmajlovska regemente) ry: Лейб-гвардии Измайловский полк) var ett ryskt infanteriförband inom den tsarryska krigsmakten.

## Historia
Izmajlovskijregementet uppsattes 1730 av kejsarinnan Anna Ivanovna. Förbandet var förlagt till Sankt Petersburg i Ryssland. Mellan 1735 och 1855 var monarken regementschef. Från slutet av 1700-talet tilldelades regementet många odnodvortsi som soldater. Regementet upplöstes i och med den ryska revolutionen.

## Välkända personer som tjänstgjort vid regementet
- Michail Leontievitj Bulatov
- Michail Miloradovitj
- storfurst Konstantin Konstantinovitj